# Károlyi-kastély (Fót)
A Károlyi-kastély Fót város belterületén található kastély, nagy parkkal és számos melléképülettel. Műemlékvédelmi törzsszáma: 7023.

## A kastély története
A kastélyt a 18. században építette ismeretlen építész; eredetileg földszintes, kastély jellegű épület volt, tulajdonosa Galánthai gróf Fekete János volt. 
1808-ban a család kihalása után a Károlyi család vásárolta meg az egykori Fekete-birtokot. A 19. század elején egy emelettel bővítették, illetve épült hozzá egy kis kápolna is, és 1820-as és 30-s évek környékén és végeztek rajta kisebb átalakításokat.
Károlyi István megismerkedett az akkor még kevéssé ismert Ybl Miklóssal és meghívta birtokára, hogy készítsen számára terveket az épület kastéllyá alakítására illetve egy katolikus templom építésére; később ő lett a Károlyi család uradalmi építésze.

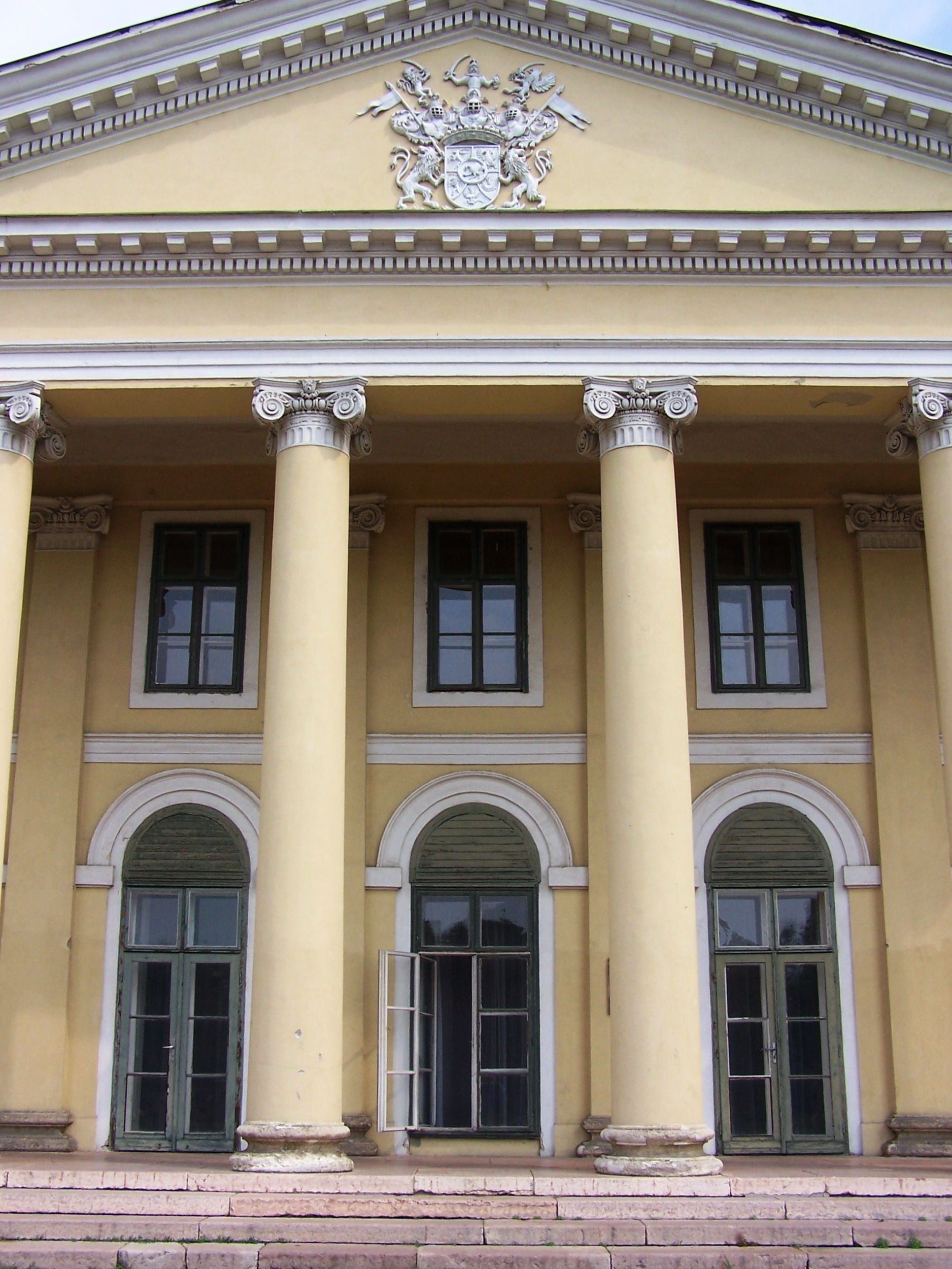
A bejárat a családi címerrel

Az 1840-es években zajló építkezések során tervei alapján nyerte el a kastély jelenlegi formáját és stílusát, korábbi klasszicista jellegét a kor ízlésének megfelelően romantikus stílusúvá változtatva[vitatott].
A belső tereket is jelentősen átalakították: létrehoztak egy húszezer kötetnek helyt adó, csigalépcsővel összekötött kétszintes könyvtárat, a szalon-jellegű belső terek falait neves festők (Munkácsy Mihály, Lotz Károly, Ligeti Antal) művei díszítették, és a kisebb szobákat is reprezentatív díszítésűvé alakították át, egyedi intarziás parkettával, falaikat romantikus, később történelmi jellegű festéssel díszítve.
Kialakításra került a falak melletti tárolókban elhelyezett különleges kőzetgyűjtemény is.
A kültéri munkák is jelentős átalakításokat hoztak a kastély körüli park életébe: a kert különleges növényekkel és fákkal betelepítése mellett egy halastavat is kialakítottak. Egy 1851-es leírás szerint „Fót ékességére szolgál az urasági szép kastély, egy gyönyörű angolkerttel együtt, melly jelenleg egész Magyarországon a legszebbek között díszlik.”

## A háború után
Az 1940-es években a második világháború miatt a család elhagyta az épületet, melybe frontkórház költözött. Ezidő alatt a berendezések nagy része eltűnt, nagy részének azóta is ismeretlen a sorsa. A 40-es évek végén az épületet a határőrség foglalta el, ahol szocreál építményekben kialakított kiképzőbázist akartak építeni, melynek bár a tervei is elkészültek, de megvalósításukra nem került sor.
1957 novemberében a frissen létrehozott gyermekotthon kapta meg az épületet (Fóti Gyermekváros, 1993. április 15-től Károlyi István Gyermekközpont), alapító igazgatója, Dr. Barna Lajos 1983-ig vezette. Üzemelése során számos „modern” illetve „szocreál” kisegítő épület épült, melyek egy részét a 2000-es években felújították. Az eredeti kialakításban több, mint 300 gyerek élt az épületben ami a hatvanas évek végére 900 körülire emelkedett, majd a 2000-es évek elejére – az átalakított családvédelmi rendszer eredményeképp – közel 100 főre csökkent, és ekkorra a gyermekotthon jelentős része már nem a főépületben, hanem az azóta épült épületekben helyezkedett el. A gyermekotthonban a 2010-es évek végéig összesen több, mint 6000 gyerek élt. 2019-ben az intézmény különleges gyermekotthon (tartósan betegek), speciális gyermekotthon (pszichés zavarokkal élők), utógondozói otthon (fiatal felnőttek) és kísérő nélküli kiskorúak és menekültek otthona intézményeket is biztosította.

## Napjainkban
1995 környékén a gróf leszármazottja, Károlyi László és felesége visszaköltözött a kastély egy kis épületrészébe (a bal szárnyépület emeletére, az egykori szövőműhely termeibe), melyet a magyar államtól bérelhetnek, mivel a törvények nem teszik lehetővé a tulajdonlást (restitúciót), ahol a moziterem előterében létrehozták a főúri ősgalériák modern változatát és egy családi és kastélytörténeti kis házimúzeumot.
1996 óta bérli a kastély egy részét a Fóti Szabad Waldorf általános iskola, ahol 13 iskolai és 2 óvodai csoportban összesen mintegy 450 gyerek tanul, és 2000-től kezdve gimnáziumi oktatás is folyik.
Az Orbán-kormány 2017–2019-es tervei szerint a gyermekotthont megszüntetik (illetve a mellette üzemelő iskolát, gimnáziumot is), az ott levő gyermekeket pedig az ország különböző részeiben helyezik el, a mintegy két tucat menekült és menedékkérő gyermeket például az aszódi javítóintézetben. Részletes tájékoztatást az ügyről a kormány 2018 februárjában sem volt hajlandó adni, de a bezárásra 2025-ig nem került sor.